# 许天洁
许天洁（1908年5月—1992年1月17日），陕西铜川人，中国共产党党员，曾经参与发动两当兵变。

## 生平
许天洁出生于铜川一个贫农家庭，后来曾读小学。1928年6月，他参加了渭华起义，1931年9月加入中国共产党。1932年2月，他和习仲勋、吕剑人等人共同组织两当兵变，兵变失败后他和吕剑人被捕入狱，被判刑15年。1936年西安事变后，已在狱中度过了5年的许天洁经中共党组织营救而获释，随后他在林棺诚部特务营、独立旅当战士。1937年7月，他经中共党组织介绍，入耀县保安队任分队长，1942年由于参加中共地下活动而暴露了身份，遂转到临潼当老师三年。1945年，他任北潼关（同官）保警队队长。
1946年9月前后，他因暴露身份而进入陕甘宁边区，被分配到中共黄龙地委，奉命到陕西铜川组织游击队并任队长。1946年，中共富铜工委成立后，他任二支队队长。1947年6月，他调任路东纵队二支队队长。1948年11月，中共路东工委撤梢后，他转任潼关游击队队长。1949年1月，他调任三原军分区二科科长。1949年5月，他调往西安市公安局任科长。1949年10月，他调任西安市公安局刑警队队长。
1950年6月，他在中共中央西北局党校学习，1952年6月被分配到中共中央西北局任职。1953年6月，他调任洛阳轴承厂行政科长、支部书记。1957年4月，他调任三门峡市水库筹建处副处长，1959年10月，他任三门峡市人民委员会副秘书长。1960年9月，他调任陕西省交际处副处长。1964年4月，他调任临潼县政协副主席。1966年8月，他调任蒲城县政协副主席。文化大革命期间，他受到冲击。1979年1月，他恢复了在蒲城县政协的工作，仍任蒲城县政协副主席。1985年12月，许天洁离休。
1992年1月17日，许天洁病逝，享年84岁。